# Рикачево (Мазовецьке воєводство)
Рикачево (пол. Rykaczewo) — село в Польщі, у гміні Цеханув Цехановського повіту Мазовецького воєводства.
Населення — 260 осіб (2011).
У 1975-1998 роках село належало до Цехановського воєводства.

## Демографія
Демографічна структура станом на 31 березня 2011 року:
|          | Загалом | Допрацездатний вік | Працездатний вік | Постпрацездатний вік |
| -------- | ------- | ------------------ | ---------------- | -------------------- |
| Чоловіки | 142     | 30                 | 95               | 17                   |
| Жінки    | 118     | 25                 | 67               | 26                   |
| Разом    | 260     | 55                 | 162              | 43                   |